# Josh Burkman
Joshua R. Burkman (Salt Lake City, 10 de abril de 1980) é um atleta estadunidense de lutes livres (MMA) mais conhecido por sua participação no Ultimate Fighting Championship. Antes de se tornar lutador,  Burkman era um wrestler amador. Durante seu ultimo ano do ensino médio, ele terminou em segundo de sua categoria  em um campeonato estadual. Burkman tambem era jogador futebol na faculdade até dedicar-se em tempo integral ao MMA.
Burkman era participante do The Ultimate Fighter 2, transmitido pela Spike TV. Burkman lutou na categoria dos meio-médios no UFC até  Novembro de  2008 quando seu contrato expirou e não foi renovado.

## Antes do MMA
Burkman estudou na Cottonwood High School em Murray, Utah. Era considerado um atleta de tres estrelas para o time do colégio, o Colts. Era o  quinto aluno com as melhores notas de sua sala e capitão do time de futebol. Como integrante do time de wrestling, chegou a Segundo lugar na liga estadual na categoria dos 171.
Burkman jogou duas temporadas de futebol na faculdade antes de iniciar sua carreira na luta çivre. Suia primeira temporada no futebol foi na Snow College em Ephraim, Utah, entrementes perdeu a metade do semester devido a uma lesão. Transferiu-se então para Dixie State College em St. George, Utah. Devido ao seu desenpenho na segunda temporada, quando seu time venceu o Dixie Rotary Bowl, Burkman ganhou uma bolsa na University of Utah. Lá, ele desistiu do futebol e decidiu dedicar-se ao MMA.

## MMA
Burkman possui um score profissional de 20 vitórias e 8 derrotas, sendo 5 vitórias e 5 derrotas dentor do UFC.
Burkman foi derrotado por Pete Sell via decisão unânime no UFC 90.
Foi após três derrotas consecutivas que ele foi dispensado do UFC em  Novembro de 2008.
Josh namorou a atual ring girl do UFC, Arianny Celeste.

### Retorno ao UFC
Josh foi reintegrado ao UFC no dia 3 de outubro de 2014 e em seu retorno ao octagon enfrentou Hector Lombard em 3 de janeiro de 2015 no UFC 182. Ele foi derrotado por decisão unânime porém o Lombard testou positivo para esteróides anabolizantes e o resultado foi alterado para No Contest.
Burkman enfrentou Dong Hyun Kim em 23 de maio de 2015 no UFC 187 e foi derrotado por finalização no terceiro round.
Burkman enfrentou Patrick Côté em 23 de Agosto de 2015 no UFC Fight Night: Holloway vs. Oliveira. Ele foi derrotado por nocaute técnico no terceiro round.
Burkman agora é esperado para descer para a categoria dos Leves e enfrentar o ex-campeão do EliteXC K.J. Noons em sua estréia, no UFC 196 em 6 de Fevereiro de 2016.

## Cartel no MMA
| Cartel no MMA   |             |             |
| 44 lutas        | 28 vitórias | 15 derrotas |
| Por nocaute     | 7           | 1           |
| Por finalização | 10          | 8           |
| Por decisão     | 11          | 6           |
| No contest      | 1           | 1           |

| Res.    | Cartel    | Oponente         | Método                                | Evento                                  | Data       | Round | Tempo | Local                     | Notas                                                                                     |
| ------- | --------- | ---------------- | ------------------------------------- | --------------------------------------- | ---------- | ----- | ----- | ------------------------- | ----------------------------------------------------------------------------------------- |
| Derrota | 28-17 (1) | Alex Morono      | Finalização (guilhotina)              | UFC Fight Night: Cowboy vs. Medeiros    | 18/02/2018 | 1     | 2:12  | Austin, Texas             |                                                                                           |
| Derrota | 28-16 (1) | Drew Dober       | Nocaute (soco)                        | UFC 214: Cormier vs. Jones II           | 29/07/2017 | 1     | 3:04  | Anaheim, California       |                                                                                           |
| Derrota | 28-15 (1) | Michel Prazeres  | Finalização (norte-sul)               | UFC Fight Night: Belfort vs. Gastelum   | 11/03/2017 | 1     | 1:42  | Fortaleza                 |                                                                                           |
| Derrota | 28-14 (1) | Zak Ottow        | Decisão (dividida)                    | UFC Fight Night: Lineker vs. Dodson     | 01/10/2016 | 3     | 5:00  | Portland, Oregon          | Luta no Meio Médio.                                                                       |
| Derrota | 28-13 (1) | Paul Felder      | Decisão (unânime)                     | UFC Fight Night: Almeida vs. Garbrandt  | 29/05/2016 | 3     | 5:00  | Las Vegas, Nevada         |                                                                                           |
| Vitória | 28-12 (1) | K.J. Noons       | Decisão (unânime)                     | UFC Fight Night: Hendricks vs. Thompson | 06/02/2016 | 3     | 5:00  | Las Vegas, Nevada         | Estréia nos Leves.                                                                        |
| Derrota | 27-12 (1) | Patrick Côté     | Nocaute Técnico (socos e cotoveladas) | UFC Fight Night: Holloway vs. Oliveira  | 23/08/2015 | 3     | 1:26  | Saskatoon, Saskatchewan   | Luta da Noite.                                                                            |
| Derrota | 27-11 (1) | Dong Hyun Kim    | Finalização (katagatame)              | UFC 187: Johnson vs. Cormier            | 23/05/2015 | 3     | 2:13  | Las Vegas, Nevada         |                                                                                           |
| NC      | 27-10 (1) | Hector Lombard   | Sem Resultado                         | UFC 182: Jones vs. Cormier              | 03/01/2015 | 3     | 5:00  | Las Vegas, Nevada         | Havia perdido por decisão unânime. Lombard testou positivo para esteroides anabolizantes. |
| Vitória | 27-10     | Tyler Stinson    | Nocaute (soco)                        | WSOF 9: Carl vs. Palhares               | 29/03/2014 | 1     | 2:15  | Paradise, Nevada          |                                                                                           |
| Derrota | 26-10     | Steve Carl       | Finalização Técnica (triângulo)       | WSOF 6: Burkman vs. Carl                | 26/10/2013 | 4     | 1:02  | Coral Gables, Flórida     | Pelo Cinturão Meio Médio do WSOF.                                                         |
| Vitória | 26-9      | Jon Fitch        | Finalização Técnica (guilhotina)      | WSOF 3: Fitch vs. Burkman 2             | 14/06/2013 | 1     | 0:41  | Las Vegas, Nevada         |                                                                                           |
| Vitória | 25–9      | Aaron Simpson    | Nocaute (joelhada e socos)            | WSOF 2: Arlovski vs. Johnson            | 23/03/2013 | 1     | 3:04  | Atlantic City, New Jersey |                                                                                           |
| Vitória | 24–9      | Gerald Harris    | Decisão (unânime)                     | WSOF 1: Arlovski vs. Cole               | 03/11/2012 | 3     | 5:00  | Las Vegas, Nevada         | Estréia no WSOF                                                                           |
| Vitória | 23–9      | Jamie Yager      | Finalização (guilhotina)              | Showdown Fights - Burkman vs. Yager     | 25/08/2012 | 2     | 3:25  | Orem, Utah                |                                                                                           |
| Vitória | 22–9      | Koffi Adzitso    | Decisão (unânime)                     | Showdown Fights - Breakout              | 24/02/2012 | 3     | 5:00  | Orem, Utah                |                                                                                           |
| Derrota | 21–9      | Jordan Mein      | Decisão (unânime)                     | MMA 1: The Reckoning                    | 02/04/2011 | 3     | 5:00  | Orillia, Ontario          |                                                                                           |
| Vitória | 21–8      | Jordan Smith     | Decisão (dividida)                    | Showdown Fights – Respect               | 24/09/2010 | 3     | 5:00  | Orem, Utah                |                                                                                           |
| Vitória | 20–8      | Jake Paltrow     | Decisão (unânime)                     | Showdown Fights – Burkman vs. Paul      | 09/04/2010 | 3     | 5:00  | Orem, Utah                |                                                                                           |
| Vitória | 19–8      | Brandon Melendez | Nocaute (soco)                        | Throwdown Showdown 5                    | 20/11/2010 | 1     | 4:14  | Orem, Utah                |                                                                                           |
| Derrota | 18–8      | Pete Sell        | Decisão (unânime)                     | UFC 90: Silva vs. Côté                  | 25/10/2008 | 3     | 5:00  | Rosemont, Illinois        |                                                                                           |
| Derrota | 18–7      | Dustin Hazelett  | Finalização (chave de braço)          | TUF 7 Finale                            | 21/06/2008 | 2     | 4:46  | Las Vegas, Nevada         |                                                                                           |
| Derrota | 18–6      | Mike Swick       | Decisão (unânime)                     | UFC Fight Night: Swick vs. Burkman      | 23/01/2008 | 3     | 5:00  | Las Vegas, Nevada         |                                                                                           |
| Vitória | 18–5      | Forrest Petz     | Decisão (dividida)                    | UFC 77: Hostile Territory               | 20/10/2007 | 3     | 5:00  | Cincinnati, Ohio          |                                                                                           |
| Derrota | 17–5      | Karo Parisyan    | Decisão (unânime)                     | UFC 71: Liddell vs. Jackson             | 26/05/2007 | 3     | 5:00  | Las Vegas, Nevada         |                                                                                           |
| Vitória | 17–4      | Chad Reiner      | Decisão (unânime)                     | UFC Fight Night: Evans vs. Salmon       | 25/01/2007 | 3     | 5:00  | Hollywood, Florida        |                                                                                           |
| Vitória | 16–4      | Josh Neer        | Decisão (unânime)                     | UFC 61: Bitter Rivals                   | 08/07/2006 | 3     | 5:00  | Las Vegas, Nevada         |                                                                                           |
| Derrota | 15–4      | Jon Fitch        | Finalização (mata leão)               | UFC Fight Night 4                       | 06/04/2006 | 2     | 4:57  | Las Vegas, Nevada         |                                                                                           |
| Vitória | 15–3      | Drew Fickett     | Finalização (guilhotina)              | UFC Fight Night 3                       | 16/01/2006 | 1     | 1:07  | Las Vegas, Nevada         |                                                                                           |
| Vitória | 14–3      | Sammy Morgan     | Nocaute (slam e cotoveladas)          | TUF 2 Finale                            | 05/11/2005 | 1     | 0:21  | Las Vegas, Nevada         |                                                                                           |
| Derrota | 13–3      | Jeremy Horn      | Finalização Técnica (estrangulamento) | XFC – Dome Of Destruction 1             | 29/04/2005 | 1     | 1:14  | Tacoma, Washington        |                                                                                           |
| Vitória | 13–2      | Brian Wieber     | Nocaute Técnico                       | IFC – Eve Of Destruction                | 05/03/2005 | 1     | 2:36  | Salt Lake City, Utah      |                                                                                           |
| Vitória | 12–2      | Kyacey Uscola    | Finalização (mata leão)               | SF 4 – Fight For Freedom                | 26/06/2004 | 1     | N/A   | Salt Lake City, Utah      |                                                                                           |
| Vitória | 11–2      | Drew Ellisor     | Decisão (unânime)                     | Cage Fighting Championship 1            | 01/05/2004 | 3     | 5:00  | Salt Lake City, Utah      |                                                                                           |
| Vitória | 10–2      | Isidro Gonzalez  | Finalização (guilhotina)              | SF 2 – On the Move                      | 19/03/2004 | 1     | 1:58  | Portland, Oregon          |                                                                                           |
| Derrota | 9–2       | Matt Horwich     | Finalização (triângulo)               | SF 1 – Revolution                       | 21/02/2004 | 2     | 2:11  | Portland, Oregon          |                                                                                           |
| Vitória | 9–1       | Jeremy Brown     | Decisão                               | UCE – Winter Warrior Land – Episode 1   | 29/11/2003 | N/A   | N/A   | Salt Lake City, Utah      |                                                                                           |
| Vitória | 8–1       | Derek Downey     | Decisão (unânime)                     | UCE – Summer Series – Episode 4         | 30/08/2003 | 3     | 3:00  | Salt Lake City, Utah      |                                                                                           |
| Vitória | 7–1       | Brian Garlick    | Finalização                           | UCE – Round 4 – Finals                  | 12/07/2003 | 2     | N/A   | Salt Lake City, Utah      |                                                                                           |
| Vitória | 6–1       | Jeremy Brown     | Finalização                           | UCE – Round 4 – Semi-Finals             | 05/07/2003 | 1     | N/A   | Salt Lake City, Utah      |                                                                                           |
| Vitória | 5–1       | Matthew Bell     | Nocaute                               | UCE – Round 4 – Episode 4               | 28/06/2003 | 1     | N/A   | Salt Lake City, Utah      |                                                                                           |
| Vitória | 4–1       | Gedeon Jarvis    | Finalização                           | UCE – Round 3 – Finals                  | 10/05/2003 | 1     | N/A   | Salt Lake City, Utah      |                                                                                           |
| Vitória | 3–1       | Hank Weiss       | Nocaute                               | UCE – Round 3 – Semi-Finals             | 03/05/2003 | 1     | N/A   | Salt Lake City, Utah      |                                                                                           |
| Vitória | 2–1       | Matt King        | Finalização                           | UCE – Round 3 – Episode 2               | 12/04/2003 | 1     | N/A   | Salt Lake City, Utah      |                                                                                           |
| Vitória | 1–1       | Cedric Nicholsen | Finalização                           | UCE – Round 3 – Episode 1               | 05/04/2003 | 1     | N/A   | Salt Lake City, Utah      |                                                                                           |
| Derrota | 0–1       | Hank Weiss       | Finalização                           | UCE – Round 2 – Episode 1               | 07/02/2003 | N/A   | N/A   | Salt Lake City, Utah      |                                                                                           |